# Història quantitativa
La història quantitativa és una branca de la historiografia, especialment de la història com a ciència social, que es caracteritza per l'ús d'un mètode d'investigació històric que utilitza recursos quantitatius, estadístics i informàtics.
Els seus principals difusors són les quatre revistes anglosaxones següents: Historical Methods (Mètodes històrics) (1967– ), Journal of Interdisciplinary History (Revista d'història interdisplinària)(1968– ), the Social Science History (la Història de la ciència social)(1976– ), i Cliodynamics: The Journal of Quantitative History and Cultural Evolution (Cliodinàmica: la revista de la Història quantitativa i l'evolució cultural) (2010–).

## Bases de dades
Els historiadors quantitatius utilitzen les bases de dades com a fonts principals d'informació. Grans quantitats de dades econòmiques i demogràfiques, que estan disponibles habitualment en format imprès, si es van produir en el període anterior a la revolució informàtica de finals del segle xx, o que pertanyen a antics registres arxivístics manuals i que han de ser processats.
Els quantificadors disposen de bases de dades computaritzades a les quals apliquen l'anàlisi de continguts, una tècnica manllevada de la investigació periodística mitjançant la qual els diaris, revistes o fonts similars es codifiquen numèricament segons una llista estandarditzada de temes.

## Història econòmica
En l'àmbit de la història econòmica, els quantificadors utilitzen conjunts de dades principals, especialment els recollits pels governs des dels anys vint.

## Història política
En l'àmbit de la història política, els quantificadors estudien temes com el comportament de vot dels grups a les eleccions, l'opinió pública i la taxa d'ocurrència de guerres i legislació.

## Història social
En l'àmbit de la història social, els quantificadors que utilitzen mètodes quantitatius, a vegades anomenats "nous historiadors socials", ja que eren "nous" durant la dècada de 1960, fan ús de les dades del cens i altres conjunts de dades per estudiar poblacions senceres.
Els temes que estudien inclouen qüestions demogràfiques com les taxes de creixement de la població; les taxes de naixement, mort, matrimoni i malaltia; distribucions ocupacionals i educatives; genealogia; i migracions i canvis de població.

## Altres fonts
- Grinin, L. 2007. Periodització de la història: una anàlisi teòrico-matemàtica. A: Història i Matemàtiques: anàlisi i modelització del desenvolupament global . Editat per Leonid Grinin, Victor C. de Munck i Andrey Korotayev. Moscou: KomKniga, 2006. Pàg.10-38.ISBN 978-5-484-01001-1ISBN 978-5-484-01001-1.
- Moyal, JE (1949) La distribució de les guerres en el temps. Journal of the Royal Statistical Society, 112, 446-458.
- Richardson, LF (1960). Estadístiques de baralles mortals . Pacific Grove, CA: Boxwood Press.
- Silver, NC i Hittner, JB (1998). Guia de programari estadístic per a les ciències socials i del comportament. Boston, MA: Allyn & Bacon.
- Turchin, P., et al., eds. (2007). Història i matemàtiques: dinàmica històrica i desenvolupament de societats complexes. Moscou: KomKniga.ISBN 5-484-01002-0ISBN 5-484-01002-0
- Wilkinson, D. (1980). Deadly Quarrels: Lewis F. Richardson i l'estudi estadístic de la guerra. Berkeley, CA: University of California Press.
- Wright, Q. (1965). Un estudi de guerra . 2a ed. Chicago: University of Chicago Press.